# Delphyre aclytioides
Delphyre aclytioides là một loài bướm đêm thuộc phân họ Arctiinae, họ Erebidae.